# Pont-du-Bois
Pont-du-Bois ist eine Gemeinde im französischen Département Haute-Saône in der Region Bourgogne-Franche-Comté.

## Geographie
Pont-du-Bois liegt auf einer Höhe von 270 m über dem Meeresspiegel, sechs Kilometer nordnordöstlich von Vauvillers und etwa 39 Kilometer nördlich der Stadt Vesoul (Luftlinie). Das Dorf erstreckt sich im äußersten Norden des Departements, leicht erhöht am nördlichen Talrand des Côney, südöstlich des Höhenrückens des Mont Paron.
Die Fläche des 8,15 km² großen Gemeindegebiets umfasst einen Abschnitt in der leicht gewellten Landschaft östlich des oberen Saônetals. Die südliche Grenze bildet stets der Côney, der für die Entwässerung nach Westen zur Saône sorgt. Parallel nördlich des Flusses verläuft die Wasserstraße des Canal de l’Est. Die Alluvialniederung liegt durchschnittlich auf 235 m und weist eine Breite von maximal einem Kilometer auf, im östlichen Teil ist sie wesentlich schmaler. Im Süden reicht das Areal bis an den Rand des Bois de la Craie. 
Vom Flusslauf erstreckt sich das Gemeindeareal nordwärts auf das angrenzende Plateau, das eine Höhe von 290 m erreicht. Landwirtschaftliche Nutzung herrscht hier vor. Weiter nach Norden dominieren ausgedehnte Waldungen. Eine rund 100 m hohe Geländestufe leitet zur Hochfläche des Grand Bois über, auf der mit 482 m die höchste Erhebung von Pont-du-Bois erreicht wird. Die westliche Abgrenzung verläuft entlang dem Ruisseau du Morillon, einem rechten Zufluss des Côney. In geologisch-tektonischer Hinsicht besteht das Gelände aus Buntsandstein der unteren Trias.
Zu Pont-du-Bois gehören die Siedlungen La Forge (240 m) im Tal des Côney und Peu-d'Acquet (305 m) auf dem Plateau am Südrand des Grand Bois. Nachbargemeinden von Pont-du-Bois sind Passavant-la-Rochère im Norden, Ambiévillers im Osten, Mailleroncourt-Saint-Pancras, Vauvillers und Alaincourt im Süden sowie Selles im Westen.

## Geschichte
Im Mittelalter gehörte Pont-du-Bois zur Freigrafschaft Burgund und darin zum Gebiet des Bailliage d’Amont. Die lokale Herrschaft hatten die Herren von Vauvillers inne. Während des Dreißigjährigen Krieges wurde der Ort 1636 von Truppen des Herzogs Bernhard von Sachsen-Weimar heimgesucht, wobei zahlreiche Bewohner getötet wurden. Zusammen mit der Franche-Comté gelangte Pont-du-Bois mit dem Frieden von Nimwegen 1678 definitiv an Frankreich. Von 1749 bis 1907 bestanden hier ein Hochofen und eine Eisenhütte.

## Sehenswürdigkeiten
Die Kirche Nativité de Saint-Jean-Baptiste (Geburt des Heiligen Johannes des Täufers) wurde 1775 an der Stelle einer ehemaligen Kapelle erbaut und während der Französischen Revolution zerstört. Der Neubau erfolgte 1858 unter Einbezug des Glockenturms von 1775. Zur Ausstattung gehört der Hauptaltar im Louis-XV-Stil. 
Zu den weiteren Sehenswürdigkeiten zählen zwei Wegkreuze, Belle Croix (18. Jahrhundert) im Dorfzentrum und Grande Croix (1743) an der Straße nach Peu-d'Acquet sowie ein Lavoir.
|  |  |

## Bevölkerung
| Jahr                       | 1962 | 1968 | 1975 | 1982 | 1990 | 1999 | 2006 |
| Einwohner                  | 228  | 203  | 185  | 162  | 129  | 111  | 121  |
| Quellen: Cassini und INSEE |      |      |      |      |      |      |      |

Mit 115 Einwohnern (1. Januar 2022) gehört Pont-du-Bois zu den kleinen Gemeinden des Département Haute-Saône. Nachdem die Einwohnerzahl während des 20. Jahrhunderts markant abgenommen hatte (1881 wurden noch 573 Personen gezählt), wurden seit Beginn der 1990er Jahre nur noch geringe Schwankungen verzeichnet.

## Wirtschaft und Infrastruktur
Pont-du-Bois war lange Zeit ein vorwiegend durch die Landwirtschaft (Ackerbau, Weinbau und Viehzucht) und die Forstwirtschaft geprägtes Dorf. Später bestimmte das Schmiedewerk das wirtschaftliche Leben des Ortes. Heute gibt es einige Betriebe des lokalen Kleingewerbes. In den letzten Jahrzehnten hat sich das Dorf zu einer Wohngemeinde gewandelt. Viele Erwerbstätige sind deshalb Wegpendler, die in den größeren Ortschaften der Umgebung ihrer Arbeit nachgehen.
Die Ortschaft liegt abseits der größeren Durchgangsachsen an einer Departementsstraße, die von Vauvillers nach Bains-les-Bains führt. Weitere Straßenverbindungen bestehen mit Mailleroncourt-Saint-Pancras, Selles und Hennezel.